# Camptocercus oklahomensis
Camptocercus oklahomensis är en kräftdjursart som beskrevs av Brehm 1959. Camptocercus oklahomensis ingår i släktet Camptocercus och familjen Chydoridae. Inga underarter finns listade.